# Japán komló
A japán komló (Humulus japonicus) a kenderfélék családjába tartozó, kelet-ázsiai eredetű kúszónövény.

## Elterjedése
Kelet-Ázsiában (Japán, Kelet-Kína, Vietnám, Tajvan, Korea, Oroszország távol-keleti régiója) őshonos, de átterjedt Európába és Észak-Amerikába is. Európában 1886 óta ültetik dísznövényként. A kertekből rendszeresen kivadul, de egyelőre csak Észak-Olaszországban, Szlovéniában és Magyarországon honosodott meg. Nálunk először 1894-ben Vésztőn vadult ki a kertekből, azóta a Dunántúlon, az Északi-középhegységben és Északkelet-Magyarországon terjed.

## Megjelenése
A japán komló 2,5-5 méter hosszú, lágyszárú, egyéves kúszónövény. Gyökere 1,5–2 méterre hatol a talajba. Elágazó szára jobbra csavarodó, felületét kapaszkodószőrök borítják. Átellenes állású levelei tenyérszerűek, 5-7 osztatúak, érdesen szőrösek. Szélük fogazott, de a fogak nem hegyesednek ki szálkaszerűen. A levélnyél hosszabb a levéllemeznél.
Július-szeptemberben virágzik. Kétlaki, a termős és porzós virágok külön növényen találhatóak. A termős virágzat 1,5–3 cm hosszú, tojásdad, tobozszerű álfüzér. A porzós virágzat hosszú szárú, felfelé álló, 15–25 cm-es, laza fürt. Szélbeporzású.
Termése tobozszerű murvalevelek közé csomagolt, sárgásbarna, apró makktermés, amely éretten kiáll a murvalevelek közül.
A közönséges komlóval téveszthető össze, amelynek levelei 3-5 osztatúak, a levélfogak szálkásak, levélnyele rövidebb a levéllemeznél, tobozszerű termése éretten jelentősen megnagyobbodik.

## Életciklusa
Kizárólag magról szaporodik. Magja április közepétől csírázik és kúszó szára igen gyorsan nő. A közönséges komlótól eltérően hajlamos a szőnyegszerű, vízszintes terjeszkedésre is. Kellően napos területen egyetlen tő több tíz négyzetmétert képes benőni. 
Júliustól szeptemberig virágzik, a termések augusztus közepétől kezdenek beérni. A fagyok beköszöntével a növény elpusztul. Magvai csak maximum három évig csírázóképesek.
Jellemzően folyómenti, ártéri növényfaj, erdőszéleken is gyorsan elszaporodik. Fényigényes. A nedves, tápanyagokban gazdag (akár túltrágyázott) talajt preferálja, kémhatását illetően nem válogatós.
Dísz- és rostnövényként ültetik. A közönséges komlótól eltérően a sör ízesítésére kevéssé alkalmas. Nyugat- és Dél-Európában veszélyes inváziós fajként tartják nyilván. Virágpora allergén, levelének horgas szőrei bőrgyulladást okozhatnak.

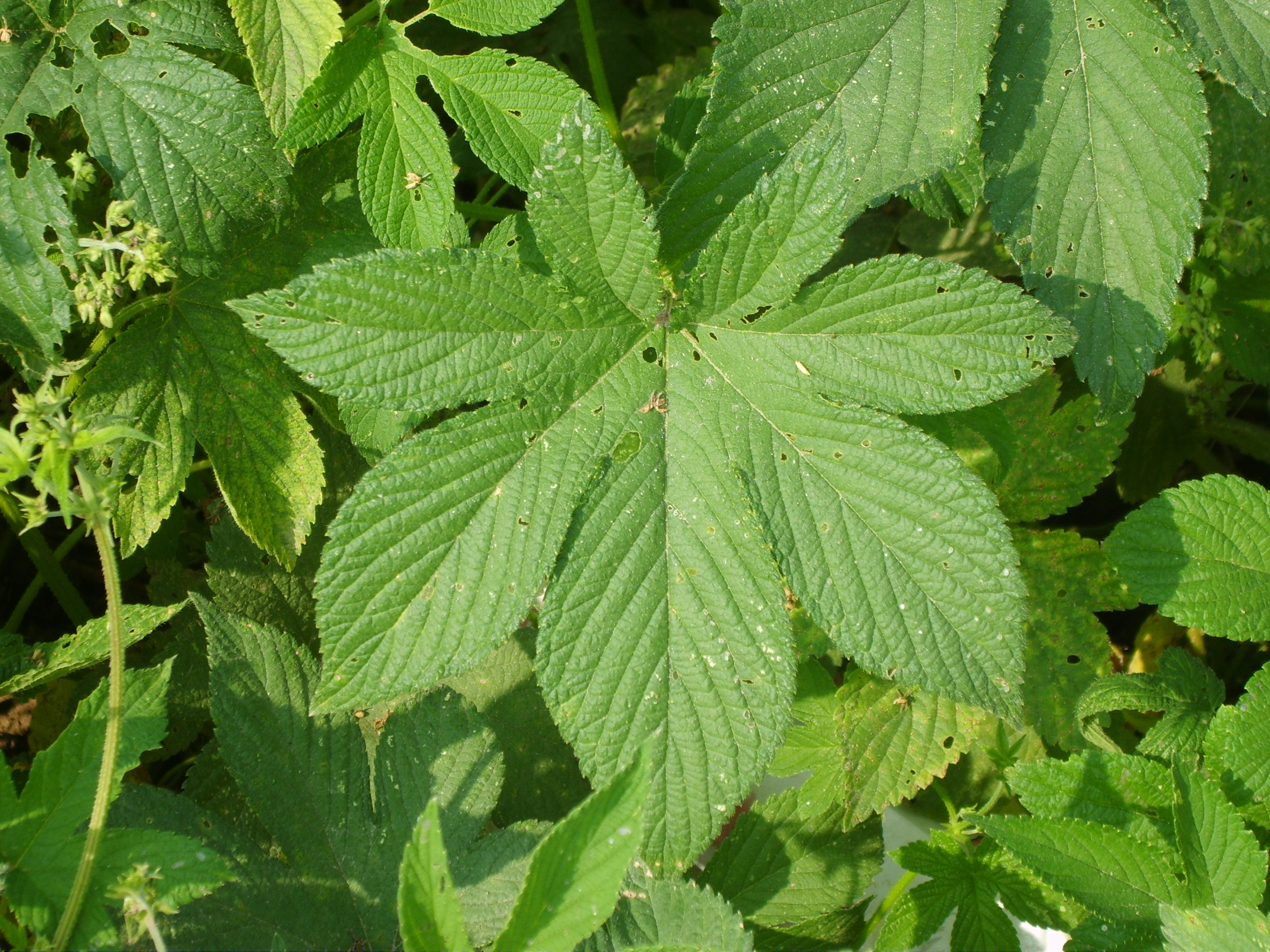
Levele
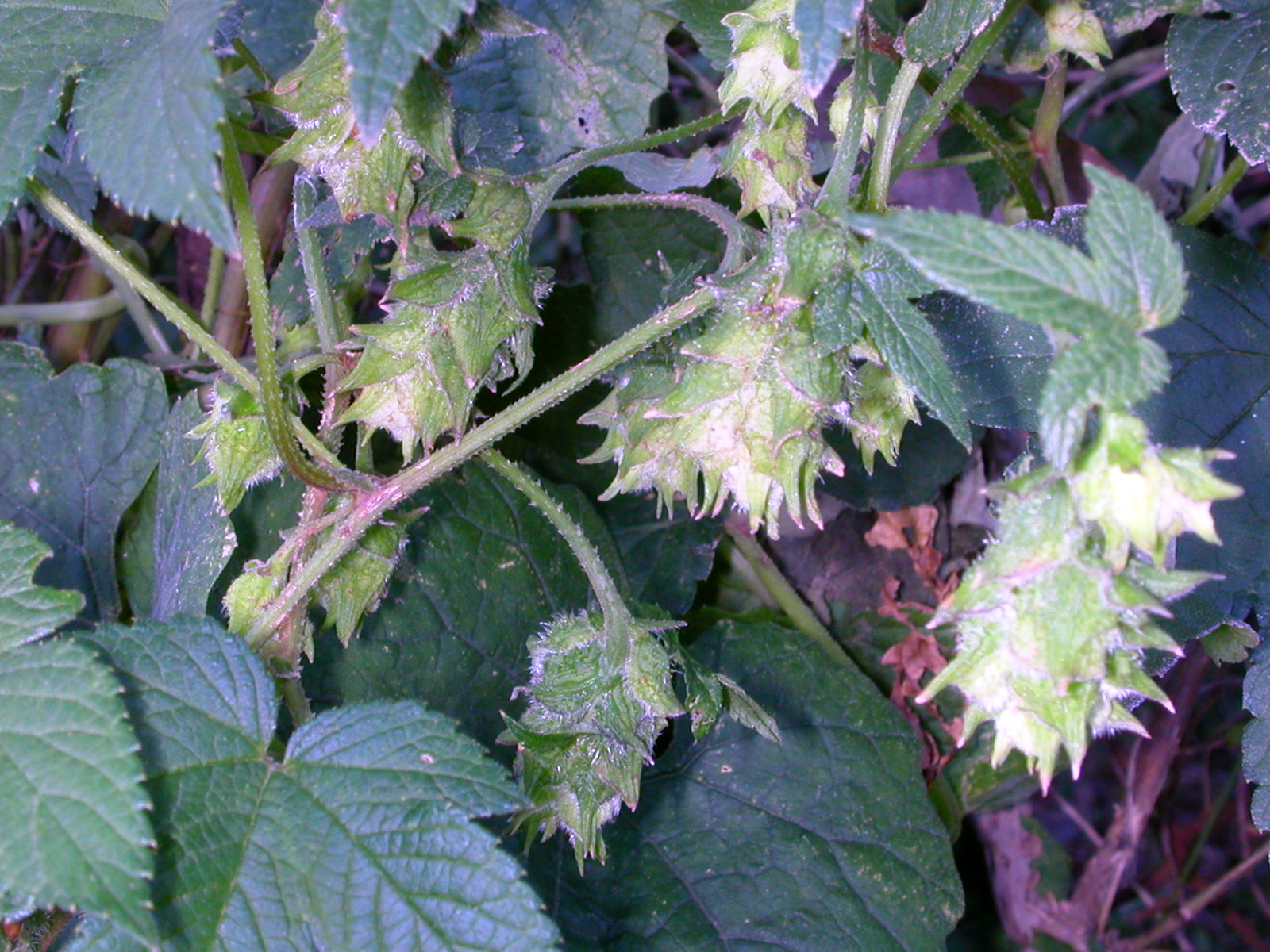
Termős virága
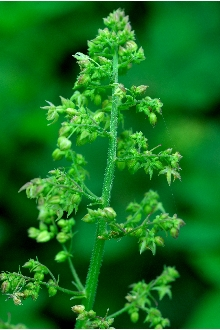
Porzós virága
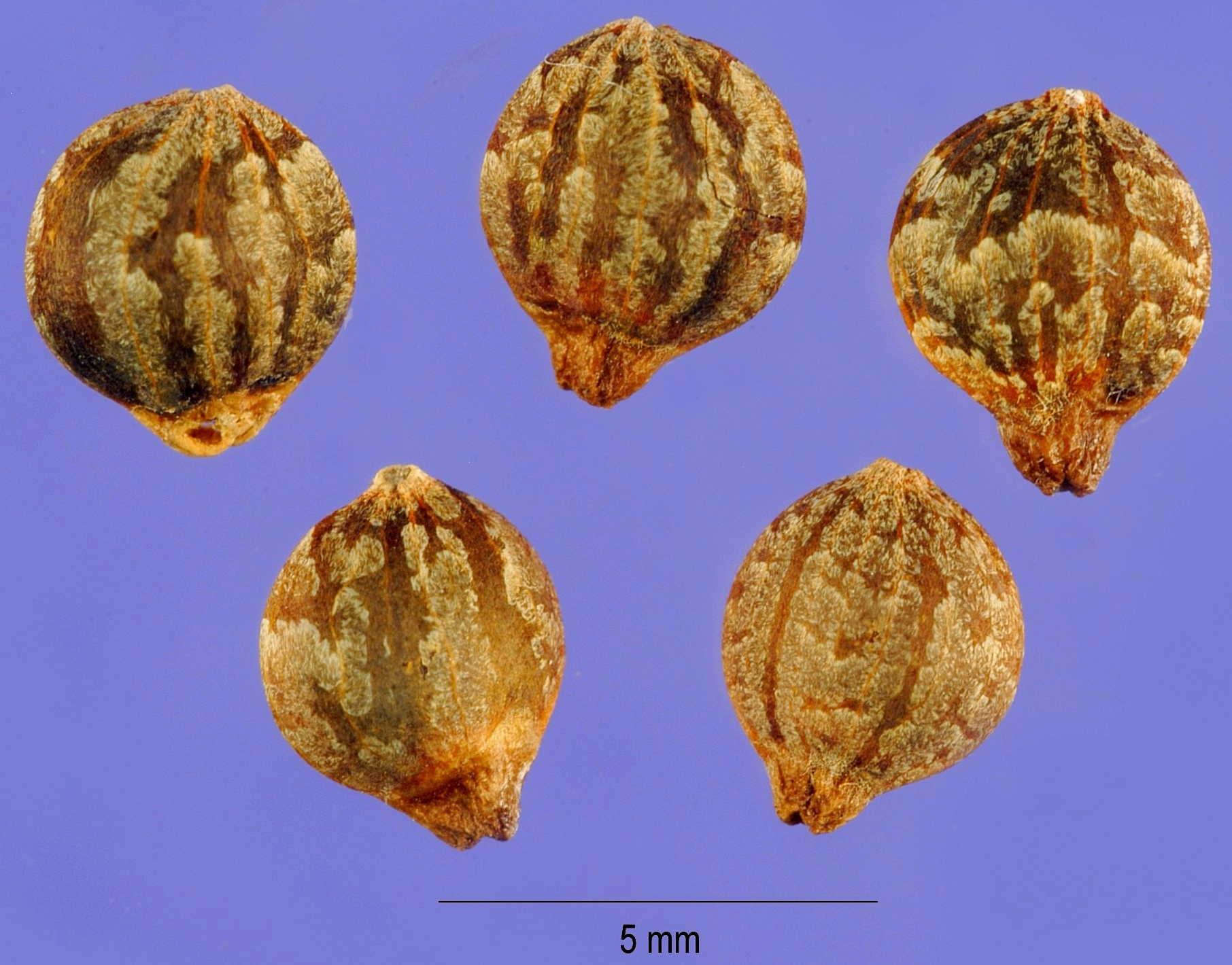
Magvai
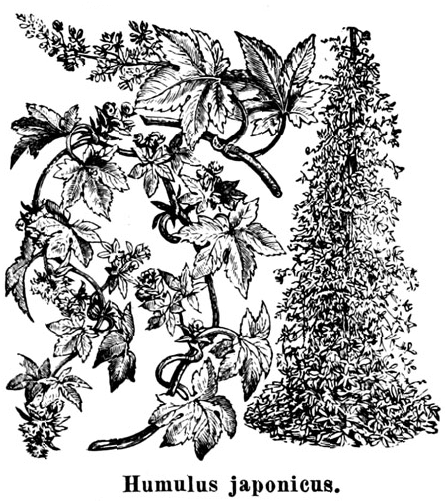
1908-as ábrázolása